# Москаленко Олег Миколайович
Олег Миколайович Москаленко (14 жовтня 1980, м. Ніжин, Чернігівська область — 24 лютого 2022, м. Ніжин, Чернігівська область) — прапорщик Державної прикордонної служби України, учасник російсько-української війни. Кавалер ордена «За мужність» III ступеня (2022, посмертно).

## Життєпис
У структурі ДСНС України працював з 1999 року.
Під час повномасштабного російського вторгнення в Україну з першого дня брав участь у бойових діях. Начальник радіостанції — технік групи зв’язку і телемеханіки командно-диспетчерського пункту радіотехнічного центру вузла зв’язку, автоматизованих систем управління та радіотехнічного забезпечення Спеціального авіаційного загону Оперативно-рятувальної служби цивільного захисту ДСНС України. 
23 лютого 2022 року Олег Москаленко заступив на бойове чергування щодо пошуково-рятувального забезпечення в єдиній системі проведення авіаційних робіт із пошуку, рятування та пожежогасіння на аеродромі «Ніжин». Вночі 24 лютого 2022 року з боку російської федерації розпочався масований ракетний обстріл по об'єктах інфраструктури м. Ніжин. Не залишаючи свій пост, Олег Москаленко гідно та сміливо продовжував виконувати свої посадові обов'язки, зокрема щодо забезпечення належного зв'язку та передачі інформації. Проте пряме влучання крилатої ракети типу «Калібр» сталося близько 5:30 ранку. Ворог поцілив у командно-диспетчерський пункт. Від отриманих травм Олег загинув на місці. 

## Нагороди
- орден «За мужність» III ступеня (28 лютого 2022, посмертно) — за особисту мужність і самовіддані дії, виявлені у захисті державного суверенітету та територіальної цілісності України, вірність військовій присязі[2].